# 郭大鯤
郭大鯤（1516年—1567年），字時化，廣東潮州府海陽縣人，民籍，明朝政治人物、同進士出身。

## 生平
嘉靖十九年（1540年）庚子科廣東鄉試第六十二名。嘉靖二十年（1541年）辛丑科會試第四十四名，登進士第三甲第五十八名。授南靖縣知县。办案干练精明，因积劳卒于官署。
郭大鯤墓在筆架山白瓷窯。

## 家族
曾祖郭永睿；祖父郭瑞；父郭亮。母吳氏。慈侍下。